# Свобода на Інтері
«Свобо́да на І́нтері» — телепрограма на каналі Інтері, транслювалася з 10 жовтня 2008 року до кінця 2009 року.

## Концепція програми
В програмі політики спілкуються без посередництва ведучого, його роль виконує один із політиків. На обговорення і голосування учасників програми пропонується три проблеми: одна — проблема загальнонаціонального значення, інша — тема тижня, а третя — за ініціативою ведучого. На обговорення кожної із тем до мікрофону в центрі студії запрошуються двоє політиків, які мають по хвилині для виступу, після чого починається обговорення.
У студії присутні 200 глядачів, що повністю відображають населення України за всіма показниками. Наприкінці програми люди оцінюють переконливість політиків та виносять вердикт ведучому.

## Авторські права
Формат програми є запатентованою розробкою її авторів: Владіміра Грановськи, Ганни Безлюдної та Ірини Іонової-Пілат.

## Ведучі програми
Ведучим програми кожного випуску передачі ставав новий політичний діяч. А участь у дискусії брали 14 народних депутатів України та четверо відомих громадських діячів. Серед ведучих-учасників програми: Юрій Луценко, Євген Червоненко,  Інна Богословська, Леонід Грач, Михайло Добкін, Олександр Єфремов, Іван Кириленко, Володимир Литвин, Леонід Черновецький, Андрій Шевченко, Нестор Шуфрич та Арсеній Яценюк.

### Чергові випуски
1. 10 жовтня 2008 року — Арсеній Яценюк, Голова Верховної Ради України 6 скликання
2. 17 жовтня 2008 року — Інна Богословська, народний депутат України (фракція Партії Регіонів), голова Державної податкової адміністрації в Опозиційному уряді
3. 24 жовтня 2008 року — Євген Червоненко, голова Національного агентства України з питань підготовки та проведення в Україні фінальної частини чемпіонату Європи 2012 року з футболу
4. 7 листопада 2008 року — Юрій Луценко, Міністр внутрішніх справ України
5. 21 листопада 2008 року — Михайло Добкін, мер Харкова
6. 5 грудня 2008 року — Леонід Грач, народний депутат України (фракція Комуністичної Партії України)
7. 12 грудня 2008 року — Олександр Єфремов, перший заступник Голови фракції Партії Регіонів у ВРУ
8. 19 грудня 2008 року — Леонід Черновецький, мер Києва
9. 23 січня 2009 року
10. 30 січня 2009 року
11. 6 лютого 2009 року
12. 13 лютого 2009 року
13. 20 лютого 2009 року
14. 27 лютого 2009 року
15. 13 березня 2009 року
16. 20 березня 2009 року
17. 27 березня 2009 року
18. 3 квітня 2009 року
19. 10 квітня 2009 року
20. 17 квітня 2009 року
21. 24 квітня 2009 року
22. 15 травня 2009 року
23. 29 травня 2009 року
24. 5 червня 2009 року

### Спецвипуски
1. 31 жовтня 2008 року — ведучі-посередники: Андрій Данілевич і Юлія Литвиненко. Гості-спікери: Президент України, Прем'єр-міністр України, Голова Верховної Ради України і голова Опозиційного уряду
2. 14 листопада 2008 року — Гості-спікери: усі Голови Верховної Ради часів незалежності
3. 28 листопада 2008 року
4. 26 грудня 2008 року — Гість: Президент України
5. 16 січня 2009 року
6. 6 березня 2009 року — Гість: Президент України
7. 22 травня 2009 року — Гість: Президент України